# Richard Taylor (natuurkundige)
Richard Edward Taylor (Medicine Hat, 2 november 1929 – Stanford, 22 februari 2018) was een Canadees natuurkundige die in 1990 de Nobelprijs voor Natuurkunde deelde met Jerome Friedman en Henry Kendall: "Voor hun bevindingen naar diepe niet-elastische verstrooiing van elektronen op protonen en gebonden neutronen, die van essentieel belang waren voor de ontwikkeling van het quarkmodel in de elementaire deeltjefysica."

## Biografie
Taylor is de zoon van Clarence Richard Taylor en Delia Alena Brunsdale. Hij studeerde wis- en natuurkunde aan de universiteit van Alberta in Edmonton. De keuze voor de natuurkunde was medebepaald door het feit dat hij op veertienjarige leeftijd drie vingers had verloren bij een explosie tijdens een scheikundig experiment in een zelfgericht laboratorium in de kelder van zijn ouderlijk huis. In 1950 behaalde hij zijn bachelor (B.Sc.) en in 1952 zijn master (M.Sc.). Kort na zijn huwelijk met Rita Jean Bonneau verkreeg hij een promotieplek aan de Stanford-universiteit, bij het High Energy Physics Laboratory.
Hij onderbrak zijn studie om in Frankrijk te helpen met de bouw van een lineaire elektronenversneller. Na drie jaar bij het Laboratoire de l'Accélérateur Linéaire te Orsay en een jaar bij het Lawrence Berkeley Laboratory in Californië keerde Taylor in 1962 terug naar Stanford waar hij zijn promotie afrondde. Zijn proefschrift betrof een experiment om π-mesonproductie te besturen met gepolariseerde gammastralen. Daarbij was men in Stanford begonnen met de bouw van het Stanford Linear Accelerator Center (SLAC). Samen met onderzoekers van Caltech en MIT werkte Taylor, onder supervisie van Wolfgang Panofsky, aan het ontwerp en de constructie van apparatuur en was hij betrokken bij menigeen experiment.
De experimenten die eind 1960 en begin 1970 bij SLAC werden uitgevoerd betrof de verstrooiing van hoogenergetisch elektronenbundels op protonen, deuteronen en zwaardere nuclei. Bij lagere energieën was reeds gevonden dat de elektronen alleen verstrooiden bij lage hoeken. Echter, de SLAC-MIT-experimenten toonden aan dat bij hogere energieën de elektronen verstrooiden bij veel grotere hoeken met enig verlies van energie. Deze diepe, niet-elastische botsingen verschafte het eerste experimentele bewijs dat protonen en neutronen zijn opgebouwd uit puntvormige deeltjes, de up- en downquarks die eerder door Murray Gell-Mann en andere waren geïntroduceerd op zuiver theoretische gronden. Deze experimenten leverden ook het eerste bewijs op van het bestaan van gluonen. Voor dit werk ontving Taylor, samen met Friedman en Kendall, in 1990 de Nobelprijs voor Natuurkunde.
Taylor was lid van de American Academy of Arts and Sciences (AAAS), de National Academy of Sciences (NAS) en de Royal Society of London. In 2005 ontving hij de Orde van Canada, een onderscheiding toegekend aan Canadezen ter erkenning van hun uitstekende levenslange prestatie en diensten aan het land of de mensheid in het algemeen.